# Rheinbrohl

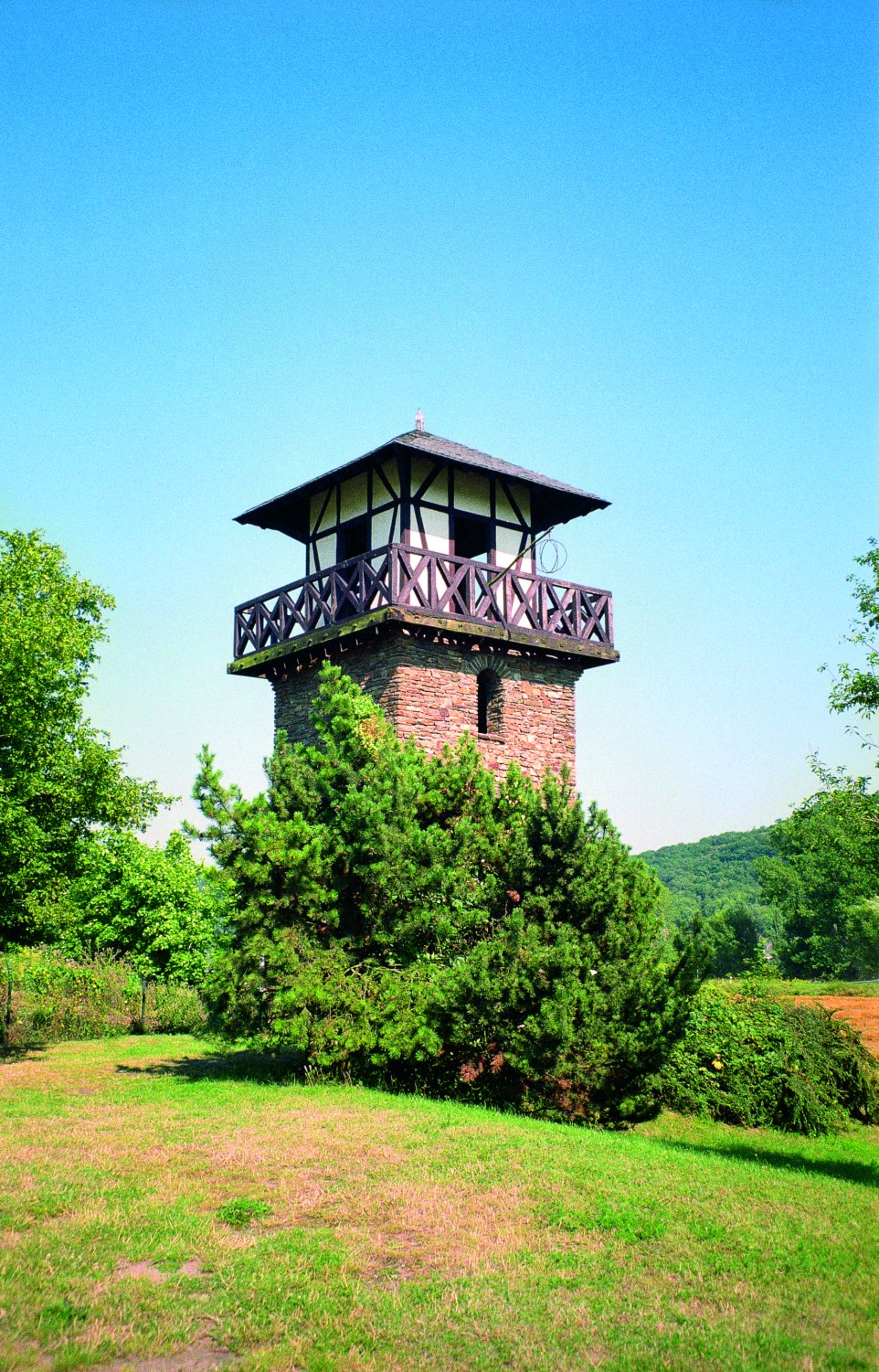
Tour de guet romaine (reconstruction de 1974).

Rheinbrohl (origine latin du nom : Broele trans Rhenum) est une municipalité de la collectivité territoriale (Verbandsgemeinde) de Bad Hönningen, dans l'arrondissement de Neuwied, en Rhénanie-Palatinat, dans l'Ouest de l'Allemagne. Sur le terrain de cette localité débuta le limes de Germanie supérieure, la fortification de 550 km, qui délimita l'Empire romain. À cet endroit près du Rhin se trouve la reconstitution d'une tour de guet romaine.

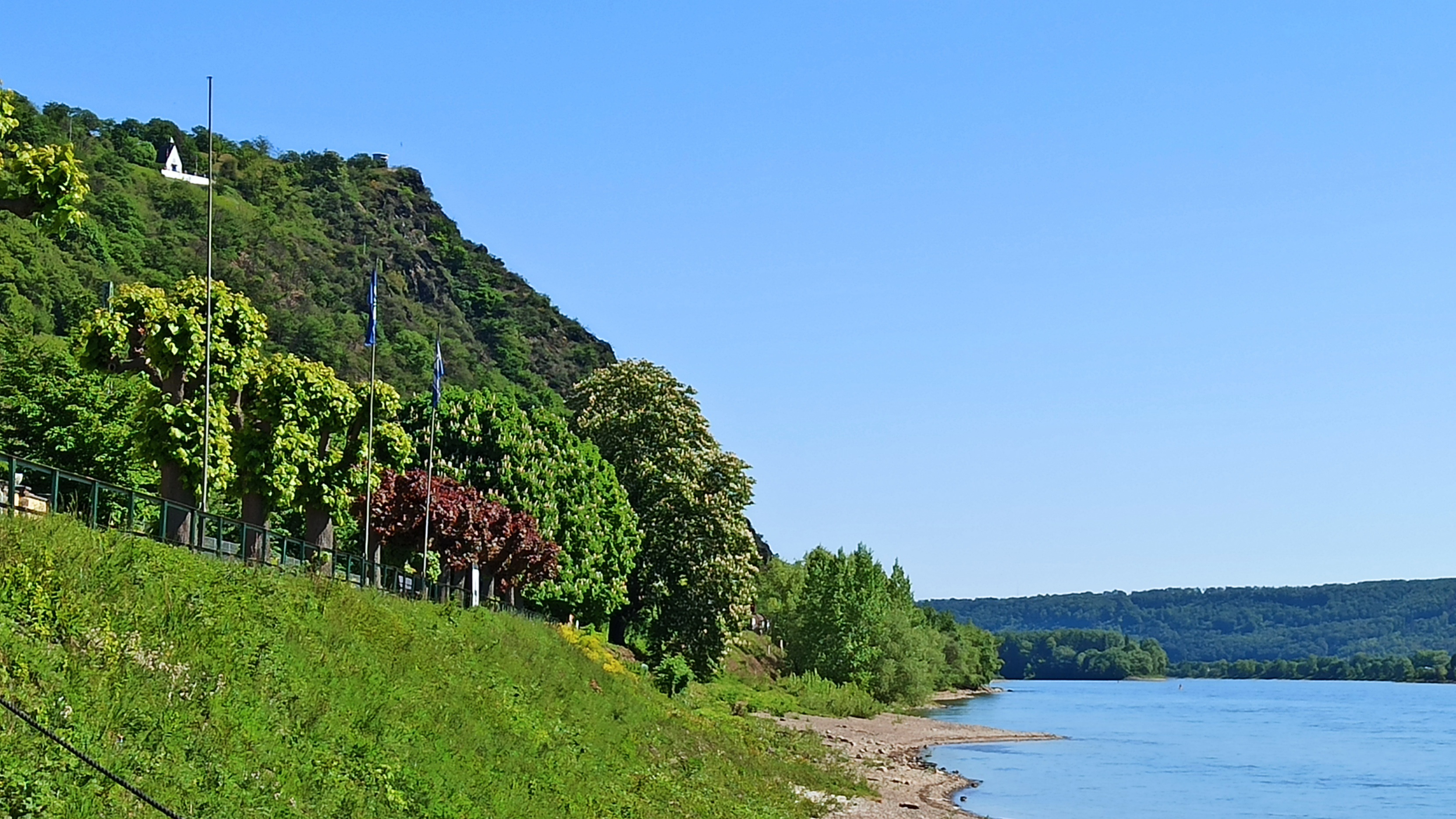
Rocher « Rheinbrohler Ley », vu depuis le Rhin en 2020.

## Géographie
Rheinbrohl est un village viticole au bord du Rhin, se situant sur la rive droite, opposite de Brohl-Lützing, et au sud de la ville thermale de Bad Hönningen. La commune se trouve dans le parc naturel Rhin-Westerwald. Du point de vue géologique on peut considérer le rocher de la Rheinbrohler Ley qui surplombe le Rhin au sud de la commune, comme formant l’extrémité sud de l’ouverture de vallée, appelée Linz-Hönninger Talweitung, alors que la partie à l'est du territoire communal se trouve sur la dorsale boisée du Rhein-Wied-Rücken qui sépare la vallée du Rhin avec celle de son affluent, la Wied. Le point culminant de cette dorsale est constitué par le Malberg à une altitude de près de 373 m. À Rheinbrohl débuta le Limes de Germanie, construit par les Romains, dont le tracé est officiellement inscrit comme patrimoine mondial de l’UNESCO depuis le 15. Juillet 2005.
Évolution du nombre d'habitants de Rheinbrohl:
| Année | Habitants |
| 1815  | 1.013     |
| 1835  | 1.470     |
| 1871  | 1.606     |
| 1905  | 2.583     |
| 1939  | 3.190     |

| Année | Habitants |
| 1950  | 3.524     |
| 1961  | 3.947     |
| 1970  | 3.872     |
| 1987  | 3.845     |
| 2005  | 3.995     |
| 2021  | 4.070     |

## Histoire
À la fin du deuxième et au début du troisième siècle de notre ère, il y avait à Rheinbrohl un petit fort romain (castellum). Ici débutait le limes de Germanie supérieure et de Rhétie, qui délimitait l’Empire romain.
Rheinbrohl est mentionné pour la première fois dans une lettre du roi Charles II, dit le Chauve, le 3 mai 877, car le lieu appartenait à cette époque à l’abbaye de Nivelles dans le duché de Brabant. Les comtes de Sayn y exercent plus tard la justice en tant que baillis. Rheinbrohl appartint successivement à l’électorat de Trèves, à partir de 1606, à la maison de Nassau lors de la Sécularisation en 1803, puis au royaume de Prusse après le Congrès de Vienne en 1815, et enfin à la province Rhénane.

## Sites touristiques

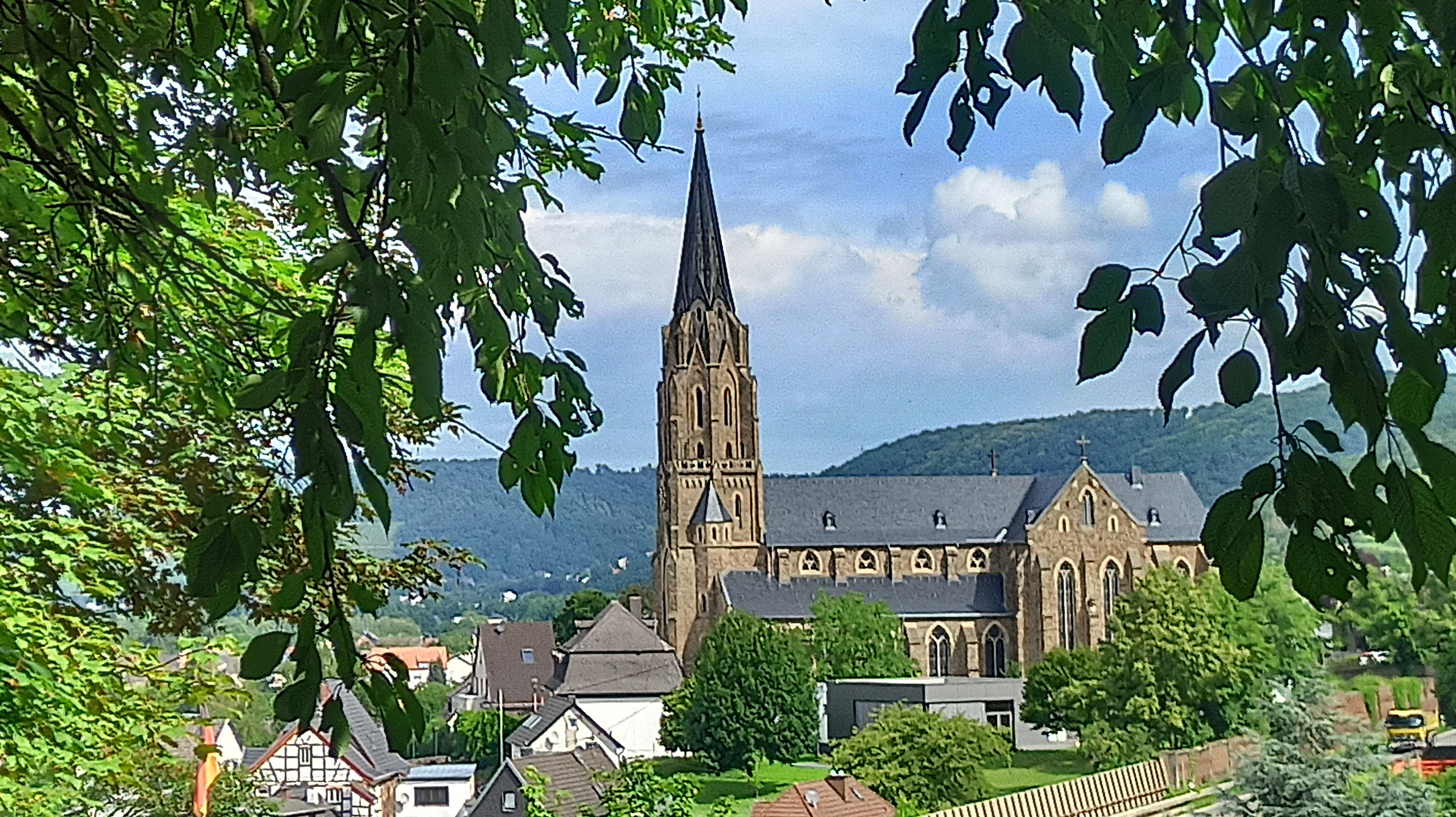
Église St. Suitbert de Rheinbrohl, Photo de 2021

- Église St. Suitbert de Rheinbrohl, Photo de 2021Église catholique paroissiale Saint-Suitbert, de style néogothique, construite de 1852 à 1856 selon les plans de l‘architecte du diocèse de Cologne, Vincenz Statz.

- Dans cette église est dressée tous les ans la traditionnelle et fameuse « crèche en racines » qui peut être visitée du 24 décembre au 2 février.

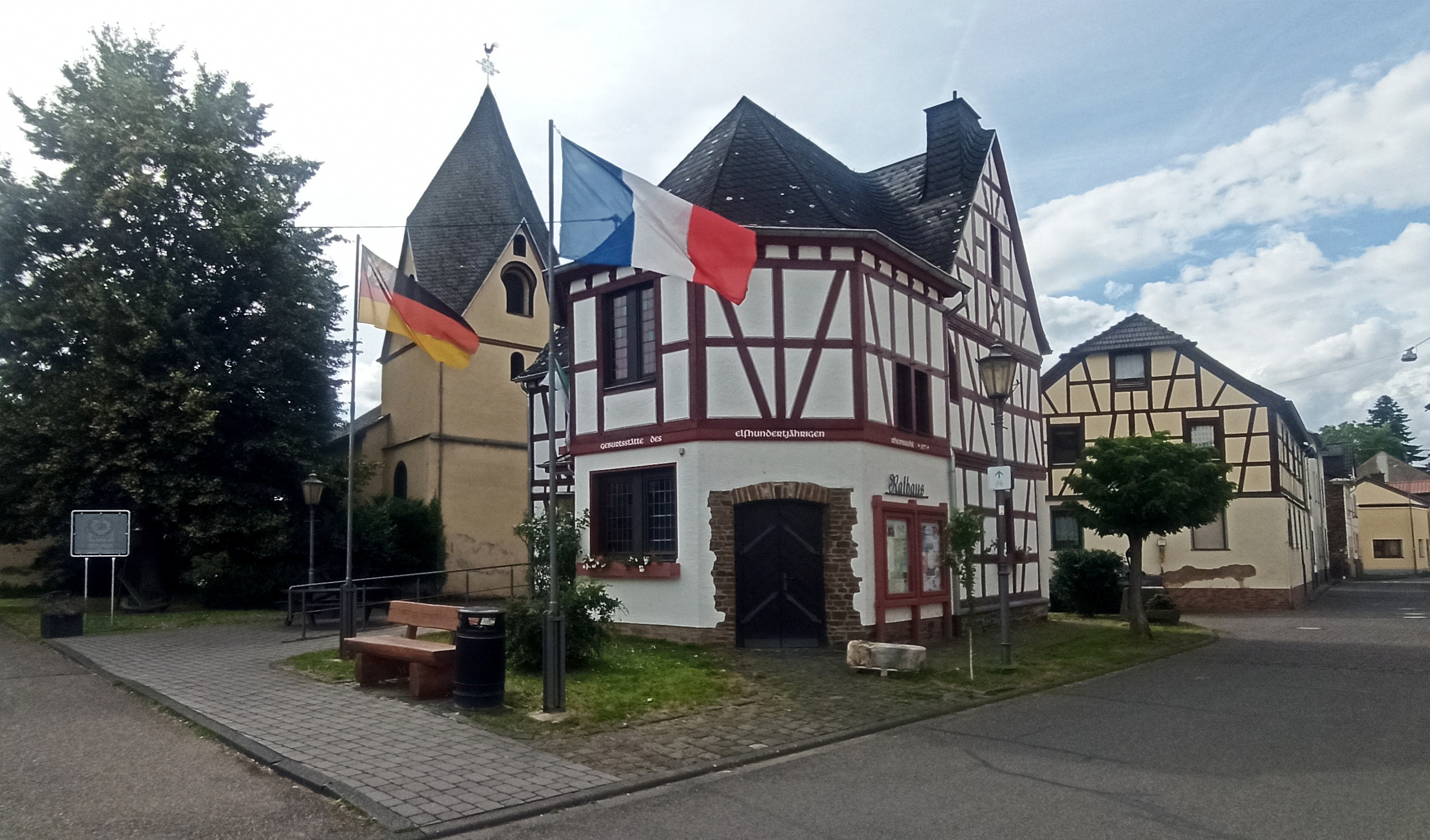
Mairie Gertrudenhof et chapelle Sainte-Gertrude en juin 2024

- Mairie Gertrudenhof et chapelle Sainte-Gertrude en juin 2024Chapelle Sainte-Gertrude Gertrudenkapelle (de) dont la structure historique date du XIIe siècle, avec son autel du XVIIe siècle, et la plus ancienne cloche de Rheinbrohl de 1696.

- Mairie dans le bâtiment historique de l’ancienne ferme de Gertrude Getrudenhof, dont l’existence est attestée depuis le VIIe siècle.

- Église protestante de style néogothique, construite en 1888 par l’architecte Friedrich Lang de Wiesbaden.

- Le monument commémoratif de paix 29er-Ehrenmal (de) construite dans les années 1930 sur la montagne Rheinbrohler Ley en mémoire des morts du 3e régiment d’infanterie rhénan, numéro 29, pendant la Première Guerre mondiale. Il contient un relief réalisé par le sculpteur Carl Burger (de), montrant 4 cavaliers apocalyptiques symbolisant les horreurs de la guerre „la faim“, „la peste“, „la guerre“ et „la mort“.

- Un peu plus haut le point culminant de la Rheinbrohler Ley, dominant la vallée du Rhin, avec une vue splendide dans toutes les directions.

- Dans la vallée, à la limite nord du terrain communal, une reconstruction de la première tour de guet romaine se situe à côté de la route d’accès vers le bac traversant le Rhin pour aller à Bad Breisig. Cette tour a été construite en 1974 avec des pierres trouvés dans les ruines du Limes dans la forêt de Rheinbrohl.

- Depuis 2008 s’est ouvert le RömerWelt (un centre à thème romain), accessible depuis la route fédérale B42 par la sortie au nord de Rheinbrohl.

## Infrastructure de transport

### Transports en commun

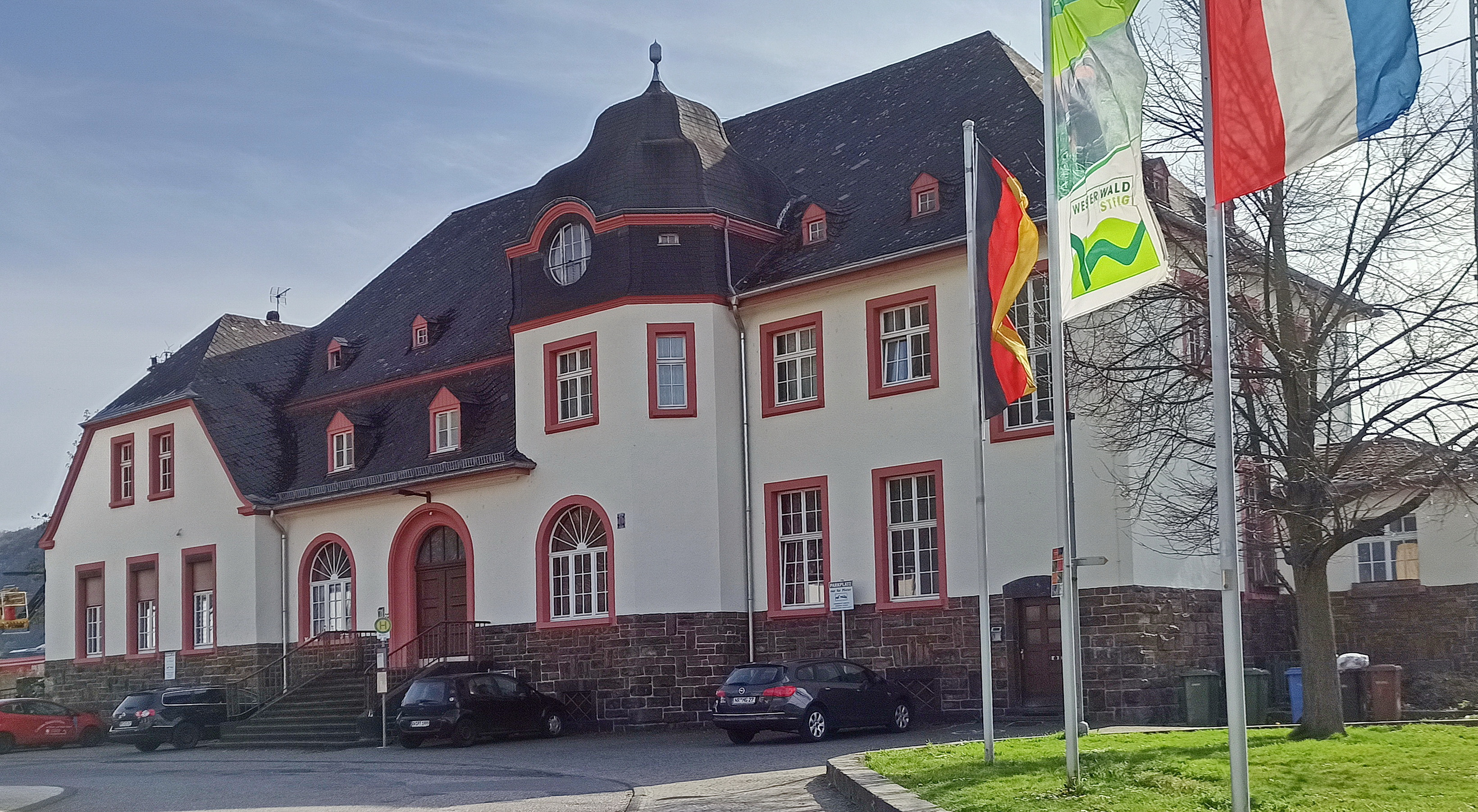
Bâtiment de la gare de Rheinbrohl, photo de 2022

Rheinbrohl dispose d’une gare sur la ligne de chemins de fer de la rive droite du Rhin qui va de Cologne à Wiesbaden (rechte Rheinstrecke). La localité est desservie par les trains régionaux Regionalbahn 27 et Regionalexpress 8 (de Mönchengladbach via Cologne vers Coblence).
Rheinbrohl est également desservi par les bus de l'Association des transports Rhin-Moselle (de) sur la ligne de Neuwied à Linz.

### Vélo
- Route de vélo à droite du Rhin (EuroVelo 15)

- La localité est également traversée par la piste cyclable du Limes allemand (de)[2]. C’est une piste cyclable touristique qui passe par les fortifications romaines du Limes d’une longueur totale de 818 km entre Bad Hönningen et Ratisbonne sur le Danube.

### Randonnée
- Le territoire de Rheinbrohl est traversé par le sentier balisé de randonnée Rheinsteig[3], qui va de Bonn à Wiesbaden sur les hauteurs longeant le Rhin, et qui passe, entre-autres, par le rocher de la Rheinbrohler Ley.

- En outre débutent à Rheinbrohl, au centre à thème Römerwelt, les sentiers Westerwald-Steig (de) et Limeswanderweg (de) (sentier du Limes).

### Route
- Le village de Rheinbrohl est traversé du nord au sud, par la route fédérale B42 (qui passe en dehors du centre), assurant la liaison route avec Coblence, Bonn, Cologne etc..
- La localité de Bad Breisig ainsi que la route fédéral B9 longeant la rive gauche du Rhin sont accessibles directement par un car-ferry au nord de Rheinbrohl[4].
- La route cantonale K1 est la seule voie d’accès au village abandonné de Rockenfeld. Elle y monte sur 8 km depuis la vallée du Rhin à Rheinbrohl[5].Route vélo à droite du Rhin en sortant de Rheinbrohl vers le sud. Photo montrant le rocher « Rheinbrohler Ley », prise en février 2021

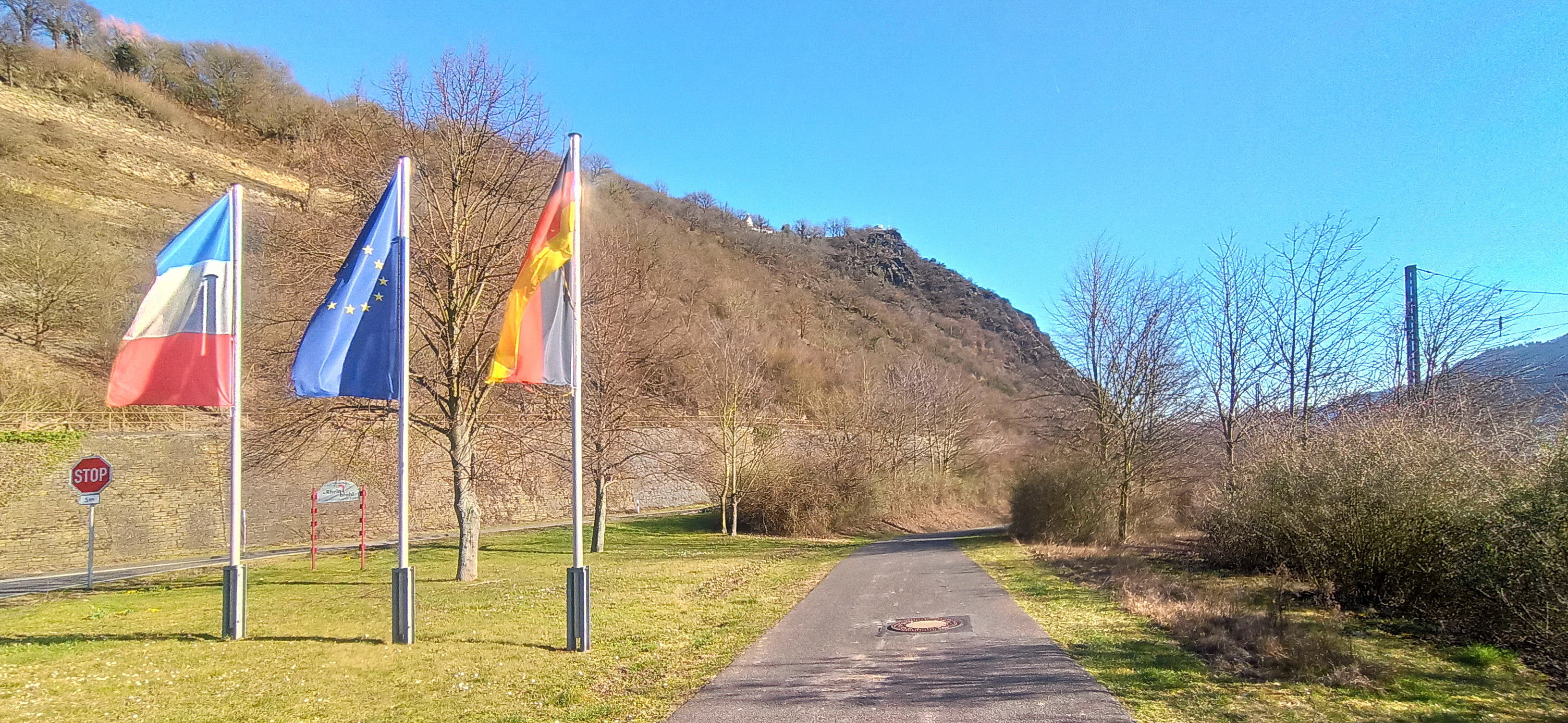
Route vélo à droite du Rhin en sortant de Rheinbrohl vers le sud. Photo montrant le rocher « Rheinbrohler Ley », prise en février 2021

## Jumelage
- Bourcefranc-le-Chapus (France) depuis 1965. Cette commune (à l'époque Bourcefranc) fut la première de Poitou-Charentes à être jumelée[6]. Ce partenariat se poursuit intensément encore aujourd’hui[7].